# Live2D
Live2D (ライブツーディー, Raibutsūdī) est un terme générique pour se référer aux logiciels associés développés par Live2D Co., Ltd. (anciennement Cyber Noise Co., Ltd.) qui permet une animation transparente par morphing 2D. Cette technique présente la caractéristique de pouvoir déplacer le personnage tout en conservant le style original de l'image, ce qui permet une production à faible coût.

## Vue d'ensemble
Tetsuya Nakashiro, le créateur de la suite logicielle, a fondé Cybernoise après avoir démissionné de l'entreprise qui l'employait avant dans le but de créer un logiciel qui deviendrait un standard mondial. Dès le début de l'entreprise, Tetsuya Nakashiro s'est concentré sur le développement de Live2D, qu'il avait développé seul sans prendre en charge le développement commandé à d'autres entreprises et a été sélectionné pour le « projet de création de logiciels inexplorés » de l'Agence de promotion des technologies de l'information (ja) en 2006. Cependant, en raison de son manque d'expérience, peu d'entreprises l'ont adopté et la direction de Cybernoise a dû faire face à une crise, mais Live2D a attiré l'attention en 2011 lorsqu'il a été utilisé pour le jeu Ore no Imouto ga Konnani Kawaii Wake ga Nai Portable et a ensuite été adopté comme bibliothèque de dessins pour les versions iPhone et Android  ; l'entreprise a donc pu échapper à cette crise. En 2014, la société a changé son nom pour Live2D, le nom de son propre produit.
Même si Live2D se veut simple, il est possible de tout bouger et ce, dans toutes les directions, même s'il s'agit d'une représentation entièrement en 2D. Cependant au stade actuel du logiciel, cela demande beaucoup de temps et d'efforts, il est donc prévu de rendre Live2D plus efficace à l'avenir,.
Pour les spectacles, les personnages idol, il est possible de contrôler les mouvements et les expressions faciales du personnage à l'aide d'une tablette, et l'image du personnage est automatiquement synchronisée avec la voix et projetée sur l'écran, ce qui lui permet de s'exprimer en temps réel lors de ces événements.

## Logiciels

### Live2D Cubism

#### Live2D Cubism Editor
Logiciel permettant à l'utilisateur d'importer des images, permettre l'image de se mouvoir ainsi que la possibilité d'exporter pour le Web et l'utilisation intégrée avec le mode Modèle, le mode Animation et le mode Form Animation.

##### Model mode (Mode Modèle)
Mode permettant à l'utilisateur d'importer des images sous forme de fichier .psd en la divisant en couches telles que « œil gauche », « nez », etc.

##### Animation mode (Mode Animation)
Mode permettant à l'utilisateur de créer un programme de mouvement appelé « Motion » en utilisant le mouvement que vous avez ajouté en mode Modèle.

#### Live2D Cubism Viewer
Logiciel permettant à l'utilisateur de vérifier tout mouvement créé par Live2D Cubism Editor.

#### Live2D Cubism SDK

##### Cubism SDK for Unity
Kit de développement pour Unity. Il est configuré à l'aide de composants Unity standard et peut être utilisé par les développeurs Unity très facilement.          

##### Cubism SDK for Native
Kit de développement compatible avec le langage de programmation C++. Il est hautement portable pour diverses architectures.

##### Cubism SDK for Web
Kit de développement compatible avec le langage de programmation TypeScript. Compatible avec les principaux navigateurs Web. Le code source est écrit en TypeScript et peut être géré à partir de JavaScript en le transpilant.          

### Live2D Euclid
Live2D Euclid est un logiciel qui permet à ses utilisateurs de transformer des dessins en modèles 3D. Le logiciel est développé depuis 2014 et sorti en avril 2017. Le logiciel n'est plus téléchargeable depuis le 16 octobre 2018 à minuit et le logiciel est rendu inutilisable le 16 novembre 2018. Cependant, le support des utilisateurs a été poursuivis jusqu'au 16 avril 2019 en cas de problèmes. Les utilisateurs du logiciel ont été informés, remboursés le 21 avril 2019 ainsi qu'invités à se procurer une licence pour le logiciel Live2D Cubism si cela n'a pas déjà été fait,.

#### Live2D Euclid Editor
Logiciel permettant à l'utilisateur de transformer des dessins en modèles 3D.

#### Live2D Euclid Viewer
Logiciel permettant à l'utilisateur de vérifier tout modèle 3D créé par Live2D Euclid Editor.

#### Live2D Euclid SDK
Kit de développement pour le logiciel Live2D Euclid.

## Utilisation à des fins éducatives
Une remise pour les étudiants sur des abonnements de 3 ans est disponible selon certains critères, le critère principal étant que cet offre n'est réservé qu'aux écoles japonaises. La remise par rapport à l'abonnement équivalent est de 76%,.

## Technologies concurrentes

### E-mote
E-mote est une technologie développée par M2 Co.,LTD similaire à ce que peut produire la suite logicielle Live2D. Elle est utilisée par cette même entreprise dans leur visual novel Tokyo School Life. Étant donné la faible durée de vie du jeu, on pourrait appeler cela une grande démo technique car M2 Co.,LTD n'est pas un studio de développement de jeu à temps plein. Cette technologie a été utilisée dans 36 productions dont Nekopara, un jeu plutôt connu à l'international.

## Live2D Creative Studio
Le Live2D Creative Studio est une équipe de designers Live2D. Ils produisent des animations originales en utilisant Live2D. Ces animations sont mises en avant à des fins promotionnelles.

### The Lamp Man
Un court métrage d'animation sorti en 2017. Il a remporté le Grand Prix de la 16e Indie Anime Festival, et a également produit la vidéo à 360 degrés « The Lamp Man VR » et la vidéo d'introduction « Live2D Creative Studio 2018 Showreel ».

### Beyond Creation
Il s'agit de la deuxième courte animation diffusée lors de la journée Live2D Designer's Day, qui s'est tenue le 16 février 2019.

### Beta Hero
Il s'agit de la troisième courte animation diffusée à partir du 29 novembre 2019 dans le cadre de la publicité pour le cinéma (avant la projection de Flag Time) et de la publicité télévisée sur Nippon Television Network, TOKYO MX et BS11,.

## Logiciels, jeux et animations utilisant Live2D
| Nom                                                         | Auteur(s)                                                               | Type de production                          | Année | Ref    |
| ----------------------------------------------------------- | ----------------------------------------------------------------------- | ------------------------------------------- | ----- | ------ |
| Ore no Imōto ga Konnani Kawaii Wake ga Nai Portable         | Bandai Namco Entertainment                                              | Jeu vidéo                                   | 2011  | ,      |
| Boku wa Tomodachi ga Sukunai (Haganai)                      | Namco Bandai Games                                                      | Jeu vidéo                                   | 2012  |        |
| Fire Emblem Fates                                           | Intelligent Systems Co., Ltd., Nintendo Software Planning & Development | Jeu vidéo                                   | 2015  | [ 17 ] |
| Saenai Heroine no Sodatekata: -blessing flowers-            | 5pb.                                                                    | Jeu vidéo                                   | 2015  | [ 18 ] |
| Battle Girl High School                                     | COLOPL                                                                  | Jeu vidéo                                   | 2015  |        |
| TyranoBuilder Visual Novel Studio (abrégé en TyranoBuilder) | STRIKEWORKS                                                             | Logiciel (première intégration de Live2D)   | 2015  | [ 19 ] |
| FaceRig                                                     | Holotech Studios                                                        | Logiciel (extension pour Live2D)            | 2015  | [ 20 ] |
| Kantai Collection (abrégé en KanColle)                      | Kadokawa Games, KanCOlle Unei Chinjyufu Committee                       | Jeu vidéo                                   | 2016  | [ 21 ] |
| Girls' Frontline                                            | MICA Team                                                               | Jeu vidéo                                   | 2016  |        |
| Azur Lane                                                   | Shanghai Manjuu, Xiamen Yongshi                                         | Jeu vidéo                                   | 2017  |        |
| BanG Dream! Girls Band Party!                               | Craft Egg                                                               | Jeu vidéo                                   | 2017  | [ 22 ] |
| Magia Record: Puella Magi Madoka Magica Side Story          | f4samurai                                                               | Jeu vidéo                                   | 2017  | [ 23 ] |
| Hololive                                                    | Hololive Production / Cover Corp.                                       | Logiciel                                    | 2017  |        |
| The Lamp Man                                                | Live2D Creative Studio                                                  | Animation                                   | 2017  |        |
| Shoujo Kageki Revue Starlight -Re LIVE-                     | Ateam, Bushiroad                                                        | Jeu vidéo                                   | 2018  |        |
| Namu Amida Butsu! -UTENA-                                   | DMM Games                                                               | Jeu vidéo                                   | 2019  | [ 24 ] |
| The Wizard's Promise                                        | coly                                                                    | Jeu vidéo                                   | 2019  |        |
| TyranoBuilder Visual Novel Studio (abrégé en TyranoBuilder) | STRIKEWORKS                                                             | Logiciel (extension pour Live2D Cubism 3.0) | 2019  | [ 25 ] |
| Beyond Creation                                             | Live2D Creative Studio                                                  | Animation                                   | 2019  |        |
| Beta Hero                                                   | Live2D Creative Studio                                                  | Animation                                   | 2019  |        |
| Disney: Twisted-Wonderland                                  | f4samurai                                                               | Jeu vidéo                                   | 2020  |        |
| Project Sekai: Colorful Stage! feat. Hatsune Miku           | Colorful Palette, Craft Egg, Crypton Future Media                       | Jeu vidéo                                   | 2020  | [ 26 ] |